# Потенціал Леннард-Джонса

Залежність енергії взаємодії від віддалі

Потенціал Ленард-Джонса — модельний потенціал, який наближено описує залежність енергії взаємодії двох нейтральних атомів від віддалі між ними.
Запропонований у 1931 році Джоном Ленард-Джонсом.

## Математичні формули
Потенціал Ленард-Джонса має два параметри, які підбираються таким чином, щоб якнайкраще відтворити експериментально визначену криву міжатомної взаємодії для конкретних атомів.
Існують дві еквівалентні форми запису потенціалу
{\displaystyle U(r)=4\epsilon \left({\frac {\sigma ^{12}}{r^{12}}}-{\frac {\sigma ^{6}}{r^{6}}}\right)}
{\displaystyle U(r)=\epsilon \left({\frac {r_{0}^{12}}{r^{12}}}-2{\frac {r_{0}^{6}}{r^{6}}}\right)}.
Використовується та з форм, яка зручніша для конкретного випадку.

## Властивості
На великій віддалі нейтральні атоми притягаються завдяки ван дер Ваальсовим силам, які виникають внаслідок взаємної поляризації електронних оболонок і є взаємодією між наведеними дипольними моментами.
Для нейтральних атомів, які не мають власного дипольного моменту, це притягання, обернено пропорційне шостому степеню віддалі.
На близьких віддалях нейтральні атоми, які не утворюють між собою хімічних сполук, відштовхуються, завдяки принципу виключення Паулі. Закон цього відштовхування в загальному випадку невідомий і модулюється наближеними формулами. Потенціал Ленард-Джонса є однією з таких формул. Дванадцятий степінь у законі відштовхування вибраний у ньому довільно, для спрощення математичних перетворень.
Потенціал Ленард-Джонса має мінімум на віддалі r0 між атомами. Глибина цього мінімуму
{\displaystyle -\epsilon }.

## Застосування
Потенціал Ленард-Джонса широко використовується в статистичній фізиці й молекулярній динаміці. У випадку багатоатомних молекул вважається, що кожен із атомів взаємодіє із атомами інших молекул за законом, який описується таким потенціалом. Взаємодія між атомами однієї молекули, а також електростатична взаємодія між зарядами й диполями молекул розглядаються окремо.